# Enrico Lattes
Enrico Lattes (Pitigliano, 24 maggio 1904 – Rignano Flaminio, 1º maggio 1934) è stato un architetto italiano.

## Biografia
Enrico Lattes nasce nel 1904 a Pitigliano, figlio di Azzaria Lattes e parente di Dante Lattes. Azzaria Lattes fu un prestigioso esponente della comunità ebraica di Pitigliano e dei movimenti risorgimentali e liberali, amico fraterno di Ernesto Nathan e sindaco di Monte Argentario dal 1904 al 1906, anno in cui morì violentemente in circostanze misteriose (le indagini condotte all'epoca non giunsero alla conclusione netta se si trattò di suicidio o omicidio) a Porto Santo Stefano.

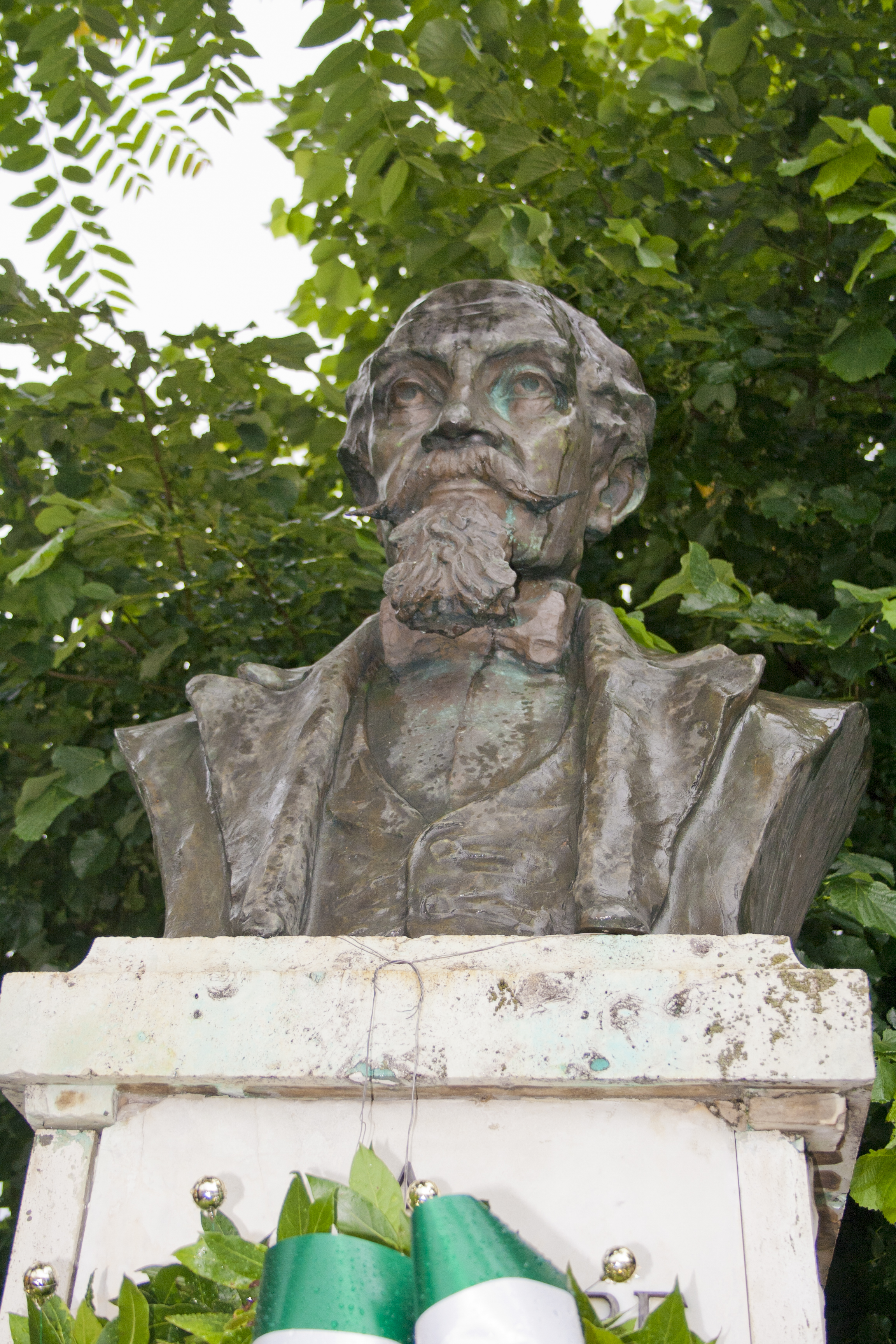
Busto di Salvatore Tommasi ad Accumoli (RI) opera di Lattes (1927)

Dopo il Ginnasio, a diciassette anni Enrico Lattes si trasferisce a Roma dove frequenta l'Accademia delle Belle Arti  e ebbe tra i suoi maestri  Duilio Cambellotti. Divenuto nel 1927 Maestro d'Arte, si iscrive alla neonata "Regia Scuola di Architettura", antenata della facoltà di Architettura, dove fu allievo di Gustavo Giovannoni.
Famoso per la sua epoca, in brevissimo tempo partecipa a numerosi concorsi, quasi tutti vinti. I suoi più importanti progetti sono il monumento realizzato ad Accumoli dedicato a Salvatore Tommasi, il padiglione italiano alla Fiera Campionaria di Tripoli, e il piano regolatore di Terni, al quale ha lavorato insieme a Saul Bravetti e Alberto Staderini; la città umbra risente dell'impianto del piano regolatore di che questa terna di architetti progettò nel 1934.
Altre partecipazioni degne di nota sono quelle al concorso per la realizzazione della Casa dello Studente, a quello per i Palazzi dell'Economia Corporativa di Pesaro e Teramo, per le Preture di Roma e per le palazzine di Ostia dell'Immobiliare Tirrena, costruite in seguito da Adalberto Libera.
Scrive numerosi articoli e guadagna diverse menzioni su riviste specializzate, partecipa ai dibattiti vivi fra razionalisti "progressisti" e nazionalisti.
Nel maggio 1934 Enrico muore in un incidente stradale a Rignano Flaminio, e viene sepolto a Roma nella sezione ebraica del Cimitero del Verano, in una tomba dall'indubbio valore artistico realizzata dall'amico architetto Mario Ridolfi.
Il busto di Salvatore Tommasi realizzato ad Accumoli nel 1927 è stato distrutto dal terremoto dell'Agosto 2016 che ha raso al suolo i comuni di Accumoli e Amatrice. Il 6 ottobre 2019 il monumento viene ricostruito e riposizionato nell'area SAE del paese.